# توپولوژی

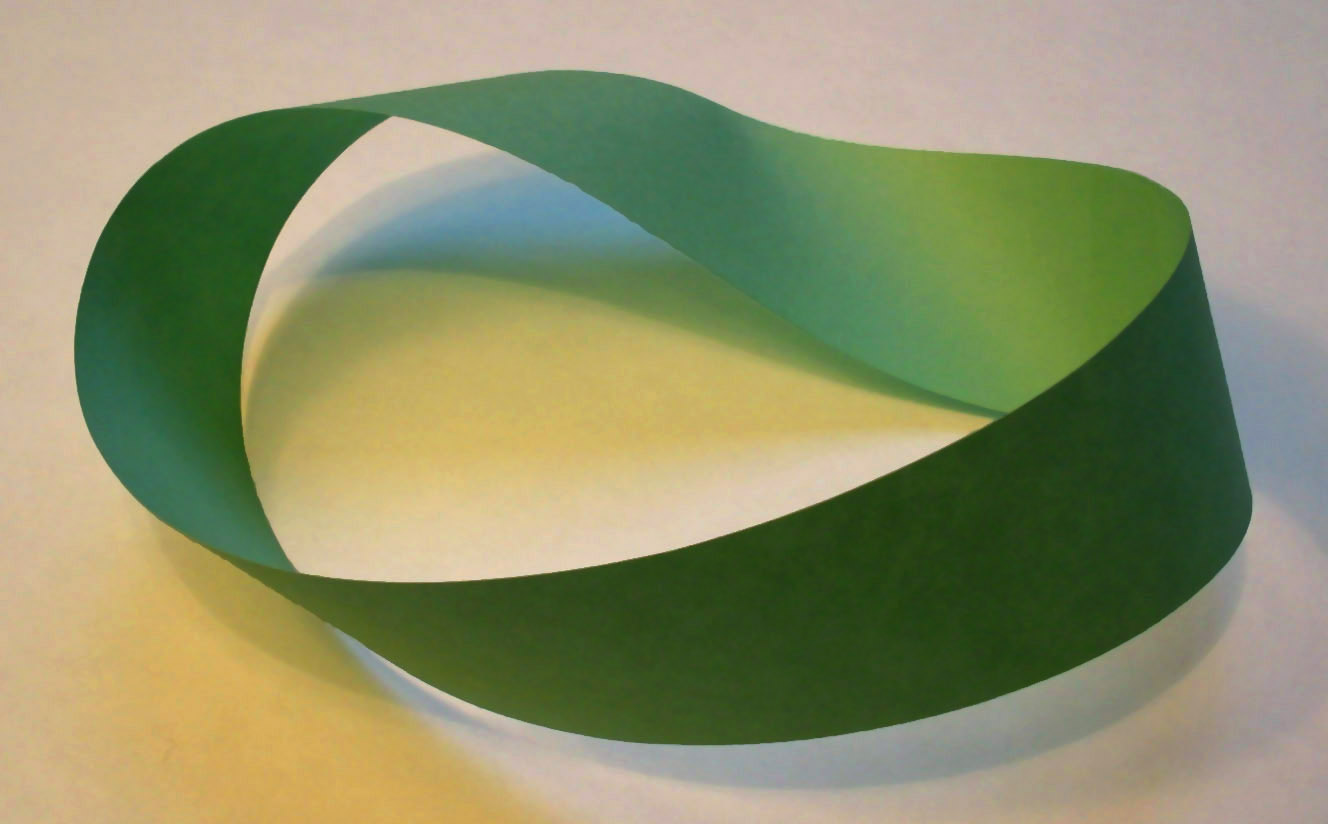
نوار موبیوس که تنها یک سطح و یک لبه دارد، نمونه‌ای از اشیایی است که در توپولوژی، مورد مطالعه قرار می‌گیرد.

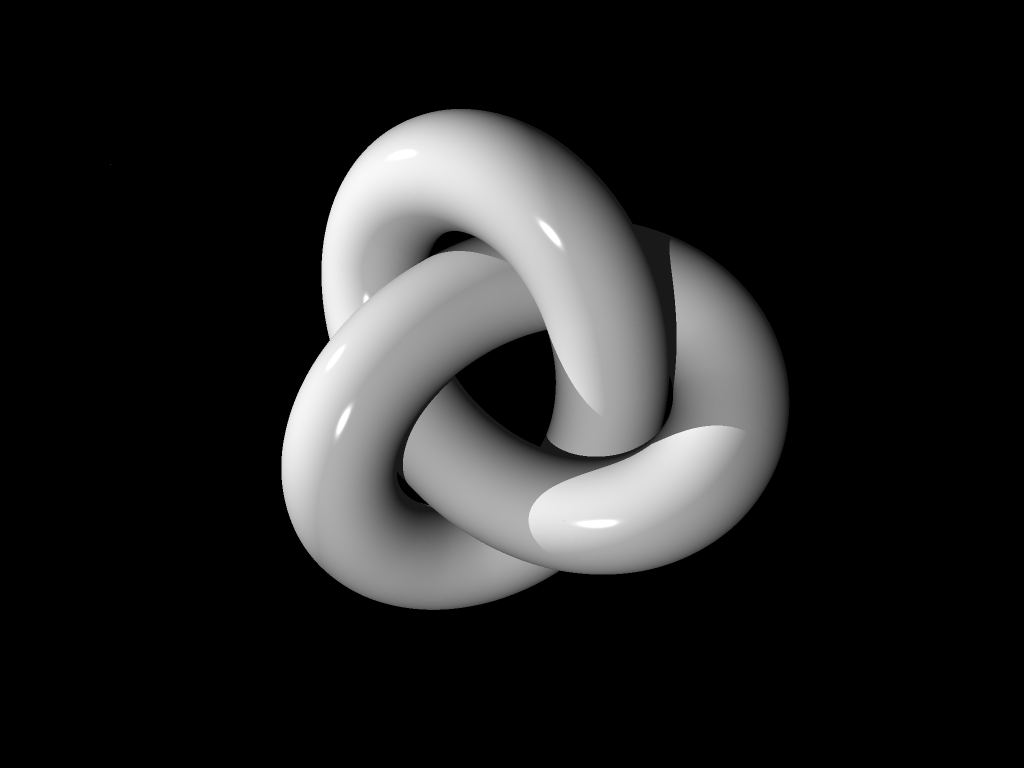
تصویر سه‌بعدی از یک گره سه‌پره‌ای، ساده‌ترین گره نابدیهی

در ریاضیات، توپولوژی (به انگلیسی: Topology)، از واژهٔ یونانی τόπος، به معنای «جا»، «مکان»، و λόγος به معنای «شناسایی»، «مطالعه» و در مجموع به معنی «جای‌شناسی» یا «مکان‌شناسی» است. در پرندگان و جانوران به شناخت نام هر بخش از بدن به‌طور دقیق و جزئی، شناخت یا نام‌گذاری «بخش‌های مختلف بدن» گفته می‌شود. در ریاضی، به خواص هندسی اشیاء مربوط می‌شود که تحت تغییر شکل‌های پیوسته چون کشیدگی، پیچش، مچاله کردن و خم کردن حفظ شده، اما تحت پارگی یا چسباندن حفظ نمی‌شوند.
یک فضای مکانشناختی مجموعه‌ای مجهز به ساختاری است که به آن، مکانشناسی می‌گویند. این ساختار، امکان تعریف تغییر شکل‌های پیوسته از زیر فضاها را داده و به‌طور کلی‌تر، امکان تعریف تمام انواع پیوستگی را به ما می‌دهد. فضاهای اقلیدسی و به‌طور کلی‌تر فضاهای متری مثال‌هایی از فضای توپولوژی‌اند.
تغییر شکل‌هایی که در توپولوژی مد نظر قرار می‌گیرند شامل همسان ریختی و هموتوپی می‌شود. خاصیتی که تحت چنین تغییر شکل‌هایی پایا می‌ماند را خاصیت توپولوژی گویند؛ مثال‌های مقدماتی چنین خواصی شامل این موارد می‌شود: بُعد، که امکان تمایز بین خط و سطح را می‌دهد؛ فشردگی، که امکان تمایز بین خط و یک دایره را می‌دهد؛ هم‌بندی که امکان تمایز بین یک دایره و دو دایره مجزا را می‌دهد.
ایده‌های پشت توپولوژی به زمان گوتفرید لایبنیز بر می‌گردد، او در قرن هفدهم میلادی ایده‌هایش در این زمینه را در قالب اصطلاحاتی چون geometria situs و analysis situs تصویرسازی ذهنی کرد. مسئله هفت پل کونیگسبرگ و فرمول‌های چند وجهی لئونارد اویلر را می‌توان با وجود عدم توافق کامل به عنوان اولین قضایای این حوزه از ریاضیات برشمرد. اصطلاح توپولوژی اولین بار توسط یوهان بندیکت لیستینگ در قرن نوزدهم میلادی معرفی شد، گرچه که تا دهه اول قرن بیستم، ایده یک فضای توپولوژی توسعه پیدا نکرد.

## انگیزش
دیدگاه انگیزه بخش پشت توپولوژی، شامل برخی از مسائل هندسی می‌شوند که به شکل دقیق اشیاء مربوط وابسته نبوده، بلکه به شیوه‌ای که کنار یکدیگر چیده شده تا آن شیء به‌وجود آید مربوط می‌شود. برای مثال، مربع و دایره، دارای خواص مشترک زیادی هستند: هر دو، اشیای یک بُعدی‌اند (از دیدگاه توپولوژی) و هر دو صفحه را به دو بخش، تفکیک می‌کنند: بخش درونی و بخش بیرونی.
لئونارد اویلر در یکی از اولین مقالات توپولوژی اثبات کرد که یافتن مسیری از شهر کونیگسبرگ (اکنون این شهر به کالینینگراد معروف است) که از هر هفت پل آن دقیقاً یک بار عبور کند غیرممکن است. این نتیجه به طول پل‌ها یا مسافتشان از یکدیگر وابسته نبود؛ بلکه صرفاً به خواص اتصالی‌شان مربوط می‌شد؛ اینکه چه پلی به کدام جزیره یا کدام ساحل رودخانه، وصل باشد. مسئله هفت پل کونیگسبرگ، باعث ایجاد شاخه‌ای از ریاضیات به نام نظریه گراف‌ها شد.

## تاریخچه
این مبحث نخستین‌بار توسط آنری پوانکاره (۱۹۱۲–۱۸۵۴) و در مقاله‌ای با نام «آنالیز مکان» (Analysis Situs) به‌صورت مجموعه‌ای از روش‌ها و مسایل، دسته‌بندی شد. این مبحث در ادامه پیشرفت‌هایی بنیادین داشت و در شکل‌دادن به ریاضیات قرن بیستم و امروز، نقشی اساسی، بازی کرد.
هنگام صحبت از توپولوژی، معمولاً اشیایی مانند نوار موبیوس، بطری کلاین، گره‌ها و حلقه‌ها نخستین چیزهایی هستند که به ذهن می‌آیند. برخی نیز با عبارتی طنزآمیز توپولوژیست‌ها را توصیف می‌کنند؛ آن‌ها می‌گویند توپولوژیست کسی است که فرقی میان فنجان قهوه و پیراشکی نمی‌بیند!

تغییرشکل پیوسته (هموتوپی) یک فنجان قهوه به یک چنبره و برعکس.

در دهه ۱۶۷۰ میلادی، گتفرید ویلهلم لایب‌نیتس (۱۶۴۶–۱۷۱۶)، در نامه‌ای به کریستین هویگنس (۱۶۲۹–۱۶۹۵)، به تشریح مفهومی پرداخت که بعدها به مهم‌ترین هدف در مطالعه توپولوژی تبدیل شد:
من معتقدم ما به یک آنالیز دیگری هم نیاز داریم که کاملاً هندسی یا خطی باشد، به‌گونه‌ای که با مکان، مستقیماً همان رفتاری را داشته باشد که جبر با مفهوم بزرگی دارد.
لایب‌نیتس رؤیای حساب دیفرانسیل و انتگرال شکل‌هایی را در سر می‌پروراند که در آن، فرد می‌تواند به‌سادگی، اعداد و شمل‌ها را با هم ترکیب کند؛ مانند چندجمله‌ای‌ها، روی آن‌ها عمل انجام دهد و به نتایج جدید و متقن هندسی، دست پیدا کند. این دانش مکان، همان است که پوانکاره آن را «آنالیز مکان» نامید.
کسی نمی‌داند که لایب‌نیتس دقیقاً چه در سر داشت؛ اما پیداست که لئونارد اویلر (۱۷۰۱–۱۷۸۳) نخستین گام‌ها را در این شاخهٔ جوان—که وی آن را هندسه مکان می‌نامید—برداشت. راه‌حل او برای مسئلهٔ پل‌های کونیگسبرگ و فرمول مشهور اویلر، یعنی {\displaystyle V-E+F=2} (که در آن {\displaystyle V} تعداد رأس، {\displaystyle E} تعداد یال و {\displaystyle F} تعداد وجوه چندوجهی است)، نتایجی بودند که به موقعیت‌های نسبی اشکال هندسی—و نه بزرگی آنها—بستگی داشتند.
در سده نوزدهم، کارل فردریک گاوس (۱۷۷۷–۱۸۵۵)، هنگامی که گره‌ها و حلقه‌ها را به‌عنوان تعمیمی از مدارهای سیارات مطالعه می‌کرد، به هندسه مکان علاقه‌مند شد. او با نام‌گذاری اشکال گره‌ها و حلقه‌ها، یک دستگاه مقدماتی به‌وجود آورد که با روش ترکیبیاتی، گره‌های معینی را از یکدیگر مجزا می‌ساخت. برنارد ریمان (۱۸۲۶–۱۸۶۶) نیز از روش‌های دانش نوپای آنالیز مکان، به‌عنوان ابزاری بنیادین برای مطالعه توابع مختلط بهره جست.
در سده نوزدهم، آنالیز به‌عنوان دانشی ژرف و در عین حال ظریف، پیشرفت پیدا می‌کرد. با آغاز از کارهای جرج کانتور (۱۸۴۵–۱۹۱۸)، ایده‌هایی، از جمله، پیوستگی توابع و هم‌گرایی دنباله‌ها، به‌گونه‌ای فزاینده و در موقعیت‌های کلی بررسی می‌شدند تا این که در سده بیستم و در سال ۱۹۱۴، فلیکس هاوسدورف (۱۸۶۹–۱۹۴۲) ایده کلی فضای توپولوژیکی را مطرح کرد.
مفهوم بنیادین در توپولوژی، اندیشه پیوستگی است و این مفهوم برای نگاشت‌های میان دو مجموعه که مجهز به مفهومی از «نزدیک بودن» باشند تعریف می‌شود (یعنی همان فضاهای توپولوژیکی) و البته این نزدیک بودن، تحت نگاشت‌های پیوسته حفظ می‌شود. بدین ترتیب، می‌توان گفت توپولوژی نوعی هندسه است که در آن خواص مهم یک شکل، آن‌هایی در نظر گرفته می‌شوند که تحت حرکت‌های پیوسته (هومومورفیسم‌ها) حفظ گردند. از این دیدگاه، توپولوژی را می‌توان به‌عنوان هندسهٔ صفحاتی لاستیک‌گونه تعریف کرد.

## مفاهیم

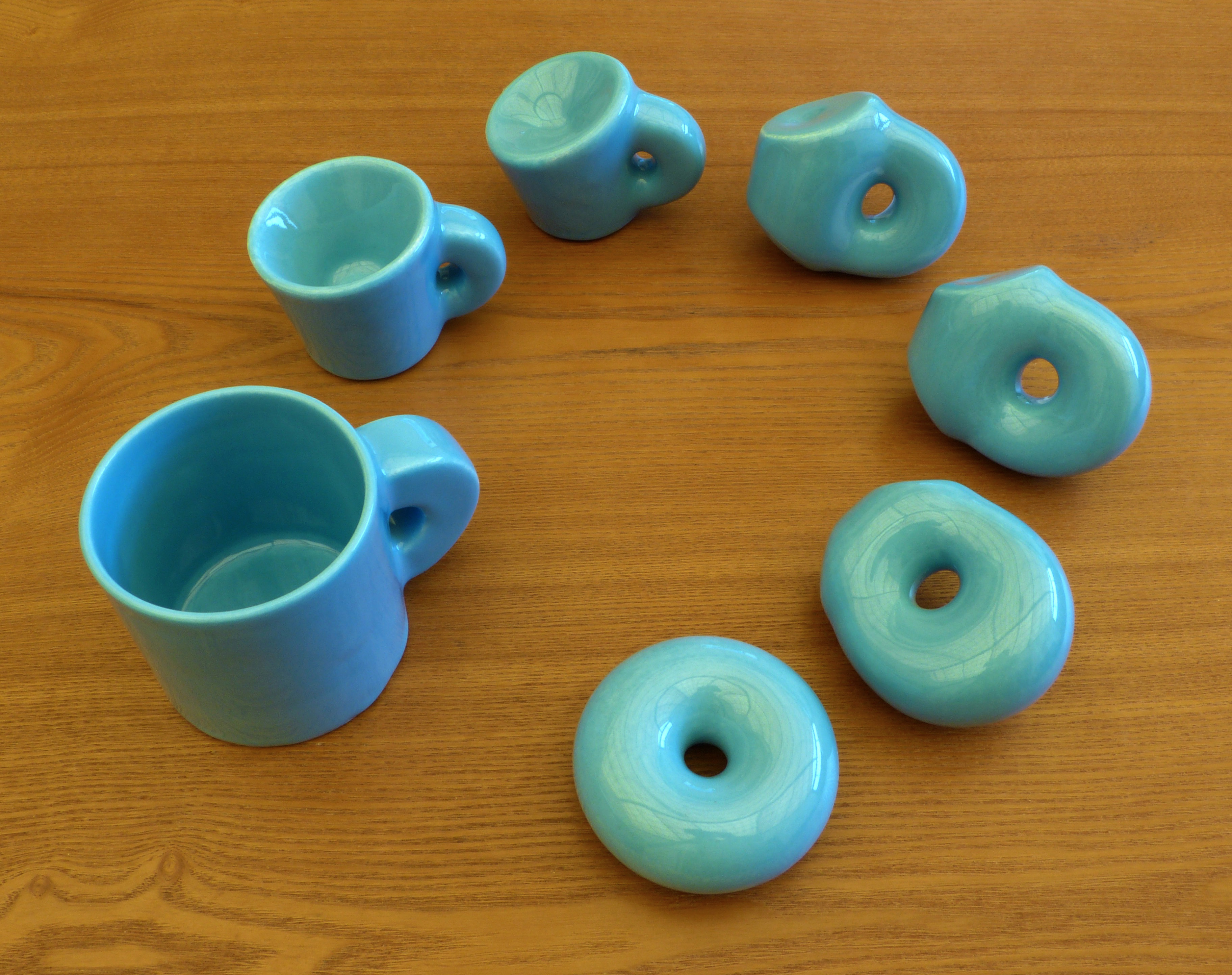
تغییرشکل پیوسته (هموتوپی) یک فنجان قهوه به یک چنبره و برعکس

توپولوژی یکی از زمینه‌های مهم ریاضیات است که از پیشرفت مفاهیمی از هندسی و نظریه مجموعه‌ها مانند فضا، بُعد، شکل‌ها، تبدیلات… به‌وجود آمده است. از جنبه تاریخی، توپولوژی در سال ۱۸۴۷ از سوی لیستنگ، یکی از شاگردان گاوس معرفی شد. نام دیگری که در آغاز بسط توپولوژی به این موضوع داده می‌شد آنالیز موقعیت (Analysis Situs) بود.
توپولوژی، دارای زیرشاخه‌های زیادی است. بنیادی‌ترین و قدیمی‌ترین زیرشاخه، توپولوژی نقطه-مجموعه است که بنیادهای توپولوژی بر آن بنا شده است و به مطالعه در زمینه‌های فشردگی، پیوستگی و هم‌بندی می‌پردازد. توپولوژی جبری نیز یکی دیگر از زیرشاخه‌های توپولوژی است که سعی در محاسبه درجه هم‌بندی دارد. همچنین زیرشاخه‌هایی مانند توپولوژی هندسی، توپولوژی گراف و توپولوژی ابعاد پایین نیز وجود دارند.
توپولوژی، مطالعه ریاضیاتی روی خصوصیاتی است که در طی تغییر شکل‌ها، ضربه‌خوردن‌ها و کشیده شدن اشیاء، به‌طور ثابت حفظ می‌شوند (البته عمل پاره کردن، مجاز نمی‌باشد). یک دایره به لحاظ توپولوژیکی هم‌ارز با یک بیضی می‌باشد که می‌تواند در داخل آن، با کشیده‌شدن، تغییر شکل یابد و یک کره با یک سطح بیضی‌وار، هم‌ارز است (یعنی یک منحنی بسته تک بعدی و بدون هیچ محل تقاطع که می‌تواند در فضای دو بعدی جای گیرد)، مجموعه تمام وضعیت‌های ممکن برای عقربه‌های ساعت‌شمار و دقیقه‌شمار با هم، به لحاظ توپولوژیکی با چنبره هم‌ارز است (یعنی یک سطح دوبعدی که می‌تواند در داخل فضای سه‌بعدی جای گیرد) و مجموعه تمام وضعیت‌های ممکن برای عقربه‌های ساعت‌شمار، دقیقه‌شمار و ثانیه‌شمار با هم، به لحاظ توپولوژی با یک شیء سه‌بعدی، هم‌ارز می‌باشد.
توپولوژی با منحنی‌ها، سطوح و سایر اشیاء در صفحه و فضای سه بعدی مطرح گردید. یکی از ایده‌های اصلی در توپولوژی این است که اشیاء فضایی مثل دایره‌ها و کره‌ها در نوع خود می‌توانند به عنوان اشیاء محسوب شوند و علم اشیاء ارتباطی با چگونگی نمایش یافتن یا جای گرفتن آن‌ها در فضا ندارد.
توپولوژی با مطالعه مواردی چون اشیاء فضایی از قبیل منحنی‌ها، سطوح، فضایی که ما آن را جهان می‌نامیم، پیوستار فضا زمان با نسبیت عمومی، فراکتال‌ها، گره‌ها، چند شکلی‌ها (اشیایی هستند که برخی خصوصیات فضایی اصلی آن‌ها مشابه با جهان ما می‌باشد)، فضاهای مرحله‌ای که در فیزیک با آن‌ها مواجه می‌شویم (مثل فضای وضعیت‌های قرار گرفتن عقربه‌ها در ساعت)، گروه‌های متقارن همچون مجموعه شیوه‌های چرخاندن یک رأس و غیره در ارتباط است.
توپولوژی برای جداسازی اتصال ذاتی اشیاء و در عین حال کنار گذاشتن ساختار جزء به جزء آن‌ها قابل استفاده می‌باشد.
اشیاء توپولوژیکی اغلب به صورت رسمی به عنوان فضاهای توپولوژیکی تعریف می‌شوند. اگر دو شیء دارای خصوصیات توپولوژیکی مشابه باشند، گفته می‌شود که آن‌ها هم ریخت هستند. البته اگر دقیق تر بگوییم، خصوصیاتی که با کشیدن یا کج کردن یک شیء تخریب نمی‌شوند، در واقع خصوصیاتی هستند که به واسطه همسانگری حفظ می‌شوند نه به واسطهٔ هم ریختی؛ همسانگری با کج کردن اشیاء دیگر در ارتباط است درحالی‌که همریختی، خصیصه ذاتی است.
حدود سال ۱۹۰۰، پوانکاره معیاری از توپولوژی را تحت عنوان هوموتوپی (Homotopy) طراحی کرد. به‌طور خاص دو شیء ریاضیاتی زمانی هوموتوپیک خوانده می‌شوند که یکی از آن‌ها بتواند به‌طور پیوسته به شکلی مشابه شکل دیگری تغییر یابد.
توپولوژِی با مطالعاتی که در زمینه پرسش‌هایی که در هندسه مطرح بود، آغاز شد. مسئله ۷ پل کانیگزبرگ اویلر جز اولین نتایج توپولوژیک بود. نمونه رابطه توپولوژیکی، فرمول اویلر است در مورد چندوجهی‌ها که تعداد رئوس (v) منهای تعداد خطوط یا لبه‌ها (e) باضافه تعداد سطوح (f) همیشه برابر است با ۲ است. (v – e + f = ۲)
فرمول اویلر در سال ۱۷۵۲ منتشر شد ولی ۶۳ سال بعد در سال ۱۸۱۳ ریاضیدان سویسی بنام لیولیر اثبات کرد که فرمول اویلر برای چندوجهی‌های سوراخدار صحیح نیست و فرمول کامل چنین است: v – e + f = ۲g، که g تعداد سوراخ‌ها است.
۵۲ سال بعد از لیولیر، در سال ۱۸۶۵، موبیوس نوار خود را معرفی کرد که فقط یک رویه دارد و از نواری به‌دست می‌آید که قبل از چسباندن دو سرش به یکدیگر، یک سر را ۱۸۰درجه بچرخانیم و بعد بچسبانیم.
۱۷ سال بعد در سال ۱۸۸۲ ریاضیدان آلمانی فلیکس کلاین بطری معروف به «بطری کلاین» را معرفی کرد که درون و برون آن از هم متمایز نیستند و بعبارتی دیگر حجم آن صفر است.
توپولوژی مدرن وابسته به ایدهٔ تئوری مجموعه‌های کانتر می‌باشد که در اواخر قرن ۱۹ مطرح شد.
مجموعه X به همراه گردایه T از زیرمجموعه‌های X را یک فضای توپولوژیکی گویند هر گاه: مجموعه‌های تهی و X، عضو T باشند. اجتماع هر گردایه از مجموعه‌های عضو T در T قرار دارد. اشتراک هر دو مجموعه عضو T در T قرار دارد. مجموعه T را یک توپولوژی روی X می‌گوییم. همچنین اعضای T مجموعه‌های باز در X و متتم آن‌ها مجموعه‌های بسته در X هستند. اعضای X را نقاط می‌نامیم. وی یک مجموعه مانند X توپولوژی‌های متعددی می‌توان تعریف کرد (حداقل دو توپولوژی گسسته و ناگسسته را می‌توانیم روی X تعریف کنیم). حال فرض کنید T۱ و T۲ دو توپولوژی روی X هستند. اگر هر عضو T۱، عضوی از T۲ نیز باشد آنگاه می‌گوییم T۲ ظریفتر از T۱ است. در این صورت اثباتی که برای وجود یک مجموعه باز معین ارائه می‌دهیم در مورد توپولوژی ظریفتر هم برقرار است. توابع پیوسته: فرض می‌کنیم (X,T) و (Y,U) دو فضای توپولوژیک دلخواه باشند: تابع در نقطه x واقع در X را پیوسته گوییم، هرگاه به ازای هر مجموعه باز شامل f(x) مانند BY، مجموعه بازی مانند BX شامل x وجود داشته باشد به‌طوری که f[BX] زیر مجموعه BY باشد. مثال: R یک فضای توپولوژیکی است و مجموعه‌های باز در آن بازه‌های باز هستند. به‌طور کلی فضای اقلیدسی Rn یک فضای توپولوژیکی است و مجموعه‌های باز در آن گوی‌های باز هستند. چند قضیه توپولوژی: هر بازه بسته با طول متناهی در Rn فشرده است؛ و معکوس تصویر پیوسته یک فضای فشرده، فشرده است. قضیه تیخونوف: حاصلضرب فضاهای فشرده، یک فضای فشرده است. زیر مجموعه فشرده یک فضای هاسدورف، بسته است. هر فضای متری هاسدورف است. به همین ترتیب می‌گوییم تابع در مجموعهٔ A واقع در X پیوسته است رد صورتی که در تمام نقاط A پیوسته باشد. قضیه: تابع در X پیوسته است اگر و تنها اگر به ازای هر زیر مجموعه باز در Y مانند BY، مجموعه‌یf[BY] − ۱ زیر مجموعه باز X باشد. به‌طور خلاصه: فرض کنید X و Y دو فضای توپولوژیکی هستند. یک تابع بین X و Y را پیوسته می‌گوییم اگر تصویر معکوس هر مجموعه باز در X یک مجموعه باز در Y باشد. در واقع نشان می‌دهیم که هیچ شکستگی یا انفصال در تابع وجود ندارد.

## تعریف ریاضی
یک فضای توپولوژیک، زوج مرتبی مانند {\displaystyle (X,T)} است که در آن {\displaystyle X} یک مجموعه، و {\displaystyle {T}} نیز گردایه‌ای از زیرمجموعه‌های {\displaystyle X} است، به‌گونه‌ای که اصول موضوع زیر ارضا شوند:
۱. اجتماع هر گردایه از مجموعه‌های عضو {\displaystyle {\mathcal {T}}} در {\displaystyle {\mathcal {T}}} قرار داشته باشد؛ ۲. اشتراک هر تعداد متناهی مجموعه عضو {\displaystyle {\mathcal {T}}} در {\displaystyle {\mathcal {T}}} قرار داشته باشد؛ یعنی اشتراک هر گردایه متناهی از مجموعه‌های عضو {\displaystyle {\mathcal {T}}} در {\displaystyle {\mathcal {T}}} قرار داشته باشد؛ ۳. مجموعه‌های تهی و {\displaystyle X}، عضو {\displaystyle {\mathcal {T}}} باشند.
گردایهٔ {\displaystyle {\mathcal {T}}}، توپولوژی تعریف شده روی {\displaystyle X} نام دارد. اگر توپولوژی تعریف شده روی {\displaystyle X} مشخص باشد، فضای توپولوژیکی {\displaystyle (X,{\mathcal {T}})}، به‌طور ساده‌شدهٔ {\displaystyle X} نوشته و به آن فضای {\displaystyle X} گفته می‌شود. همچنین، اعضای {\displaystyle {\mathcal {T}}}، مجموعه‌های باز در {\displaystyle X} و متمم آنها، مجموعه‌های بسته در {\displaystyle X} نام دارند. اگر {\displaystyle X} یک فضای توپولوژیکی باشد، به اعضای آن نقطه گفته می‌شود. اگر {\displaystyle x} نقطه‌ای از یک مجموعهٔ بازمانند {\displaystyle U} باشد، به {\displaystyle U}، «یک همسایگی از {\displaystyle x}» نیز گفته می‌شود.

## مثال
روی {\displaystyle \mathbb {R} } توپولوژی‌های گوناگونی می‌توان تعریف کرد؛ اگر مجموعه‌های باز را همان بازه‌های باز در نظر بگیریم، در این‌صورت به توپولوژی به‌دست آمده، توپولوژی استاندارد روی {\displaystyle \mathbb {R} } گفته می‌شود. با تعمیم این ایده، مجموعه‌های باز در توپولوژی معمولی روی فضای اقلیدسی {\displaystyle \mathbb {R} ^{n}}، گوی‌های باز هستند.

## مقایسهٔ توپولوژی‌های تعریف شده روی یک مجموعه
روی یک مجموعه مانند {\displaystyle X} توپولوژی‌های متعددی می‌توان تعریف کرد—دست‌کم دو توپولوژی گسسته و ناگسسته. در توپولوژی گسسته، هر زیرمجموعه از {\displaystyle X}، یک مجموعه باز در نظر گرفته می‌شود و در توپولوژی ناگسسته یا بی‌مایه، تنها مجموعه‌های باز، مجموعهٔ {\displaystyle X} و تهی هستند.
برای هر توپولوژی {\displaystyle {\mathcal {T}}} تعریف شده روی {\displaystyle X} داریم {\displaystyle {\mathcal {T}}_{indiscrete}\subset {\mathcal {T}}\subset {\mathcal {T}}_{discrete}}. پس درشت‌ترین توپولوژی که روی یک مجموعه می‌توان تعریف کرد، توپولوژی ناگسسته یا بی‌مایه، و ظریف‌ترین توپولوژی قابل تعریف روی یک مجموعه، توپولوژی گسسته است.
حال فرض کنید {\displaystyle {\mathcal {T}}_{1}} و {\displaystyle {\mathcal {T}}_{2}} دو توپولوژی روی {\displaystyle X} باشند. اگر هر عضو {\displaystyle {\mathcal {T}}_{1}}، عضوی از {\displaystyle {\mathcal {T}}_{2}} نیز باشد، آن‌گاه گفته می‌شود {\displaystyle {\mathcal {T}}_{2}} ظریف‌تر از {\displaystyle {\mathcal {T}}_{1}} است. در این صورت اثباتی که برای وجود یک مجموعهٔ باز معین ارائه داده می‌شود، در مورد توپولوژی ظریف‌تر هم برقرار است.

## چند قضیه از توپولوژی
- هر بازه بسته با طول متناهی در Rn فشرده است و برعکس.
- تصویر پیوستهٔ یک فضای فشرده، فضایی فشرده است.
- قضیه تیخونوف: حاصل‌ضرب فضاهای فشرده، یک فضای فشرده است.
- هر زیرمجموعهٔ فشرده از یک فضای هاسدورف، بسته است.
- هر فضای متری هاسدورف است.

## کاربردهای توپولوژی

### زیست‌شناسی
توپولوژی مداری (circuit topology) و تئوری گره‌ها، دو شاخه از توپولوژی هستند که در زیست‌شناسی مولکولی و ساختاری برای مطالعهٔ ساختار پروتئین‌ها و ژنوم به‌کار می‌روند. از این روش‌ها برای طبقه‌بندی مولکول‌ها و نیز فهم رفتار آن‌ها می‌توان استفاده کرد. آنزیم‌هایی که دی.ان. اِی‌ها را برش می‌دهند، چرخش می‌دهند و دوباره به هم متصل می‌کنند، گره‌هایی با اثرات قابل مشاهده مانند الکتروفورز آهسته‌تر ایجاد می‌کنند. همچنین توپولوژی مداری می‌تواند دینامیک یا پویایی مولکول‌های تاخورده را توضیح دهد. توپولوژی در زیست‌شناسی تکاملی، برای بیان‌کردن رابطهٔ بین فنوتیپ و ژنوتیپ نیز به‌کار می‌رود. شکل‌های فونوتیپی که کاملاً متفاوت به نظر می‌رسند، می‌توانند تنها با چند جهش وابسته به اینکه چگونه ژنتیک نقشه را عوض می‌کند، جدا شوند.

### علوم رایانه
تحلیل دادهٔ توپولویکی از تکنیک‌های توپولوژی جبری استفاده کرده تا ساختار انبوه یک مجموعه را محاسبه کند.
روش اصلی‌ای که تحلیل داده توپولوژیکی از آن، استفاده می‌کند، عبارت است از:
۱. جایگزینی مجموعه‌ای از نقطه‌های داده‌ای با خانواده‌ای از کامپلکس‌های ساده شده، که به‌وسیلهٔ مجاورت پارامترها فهرست‌بندی شده‌اند.
۲. تحلیل کامپلکس‌های توپولوژیکی به وسیلهٔ توپولوژی جبری، و به‌طور خاص به وسیلهٔ نظریهٔ همسانی مداوم.
۳. رمزنگاری همسانی مداوم مجموعه‌ای از داده‌ها به شکل یک نسخهٔ پارامتری شده از اعداد بتی که بارکد نام دارند.

### فیزیک
در فیزیک، توپولوژی در چندین شاخه، مانند نظریه میدان‌های کوانتومی و کیهان‌شناسی کاربرد دارد.
یک نظریهٔ میدان‌های کوانتومی توپولوژیکی (یا نظریه میدان‌های توپولوژیکی)، یک نظریه میدان‌های کوانتومی است که ویژگی‌های توپولوژیکی را محاسبه می‌کند؛ گرچه این شاخه توسط فیزیکدان‌ها به‌وجود آمده است؛ اما از علاقه‌مندی‌های ریاضی‌دانان نیز هست. نظریه گره‌ها و نظریه چهار برابری در توپولوژی جبری و نظریه فضاهای مدول در هندسه جبری.
سیمون دونالسون، وان جونز، ادوارد ویتن. ماکسیم کانسویچ برای کار روی نظریه میدان‌های توپولوژیکی، مدال فیلدز برده‌اند.
در کیهان‌شناسی، توپولوژی برای توصیف شکل کلی کیهان به‌کار می‌رود. این شاخه توپولوژی فضازمان نام دارد.

### روبوتیک
حالت‌های مختلف ممکن برای یک روبوت می‌تواند به وسیلهٔ خمینه‌هایی که فضای پیکربندی نام دارد، توصیف شود.
در مبحث برنامه‌ریزی حرکت، یک مسیر بین دو نقطه را در فضای پیکربندی پیدا می‌کند. این مسیرها حرکت مفاصل یک ربات و دیگر قسمت‌های مطلوب را ارائه می‌دهند.
وپولوژی‌های غیرعادی
فضا و زمان می‌تواند خم، فشرده یا کشیده و تابانده شود. حتی نسبیت عام این اجازه را به فضازمان می‌دهد تا فضا و زمان اشکال بسیار عجیبی را به‌وجود بیاورند و دانشمندان آن را توپولوژی غیرساده می‌نامند. فضازمانطوری آمیخته شده‌اند که با همدیگر پیوستار را تشکیل می‌دهند. اما این‌ها به این معنی نیستند که زمان همچون بعدی اضافی از فضا باشد.
محور زمان:
می‌دانیم که محور زمان یک جهت معین دارد که به پیکان زمان معروف است. هیچ‌کدام از محورهای سه‌گانه فضایی شبیه این نیستند. ما در فضا به هرکجا می‌توانبم حرکت کنیم. این موارد برای توسعهٔ نسبیت عام که در آن فضازمان چهاربعدی تحت تأثیر نیروی جاذبه قرار می‌گیرد و بسیار مهم و حیاتی است.